# Dzielnica VIII Śródmieście

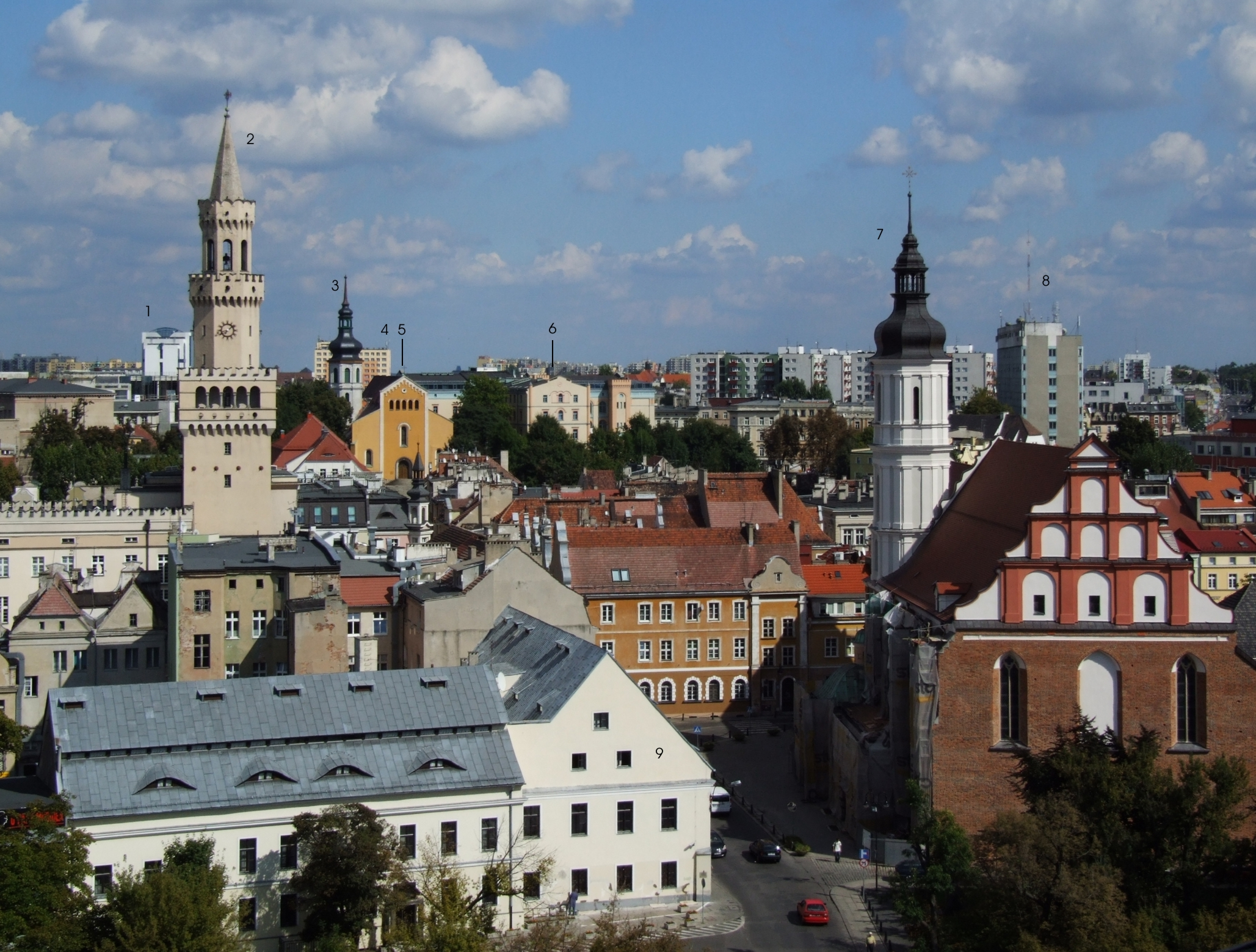
Widok na część Śródmieścia z rynkiem oraz kościołem franciszkanów i kościołem "na górce"

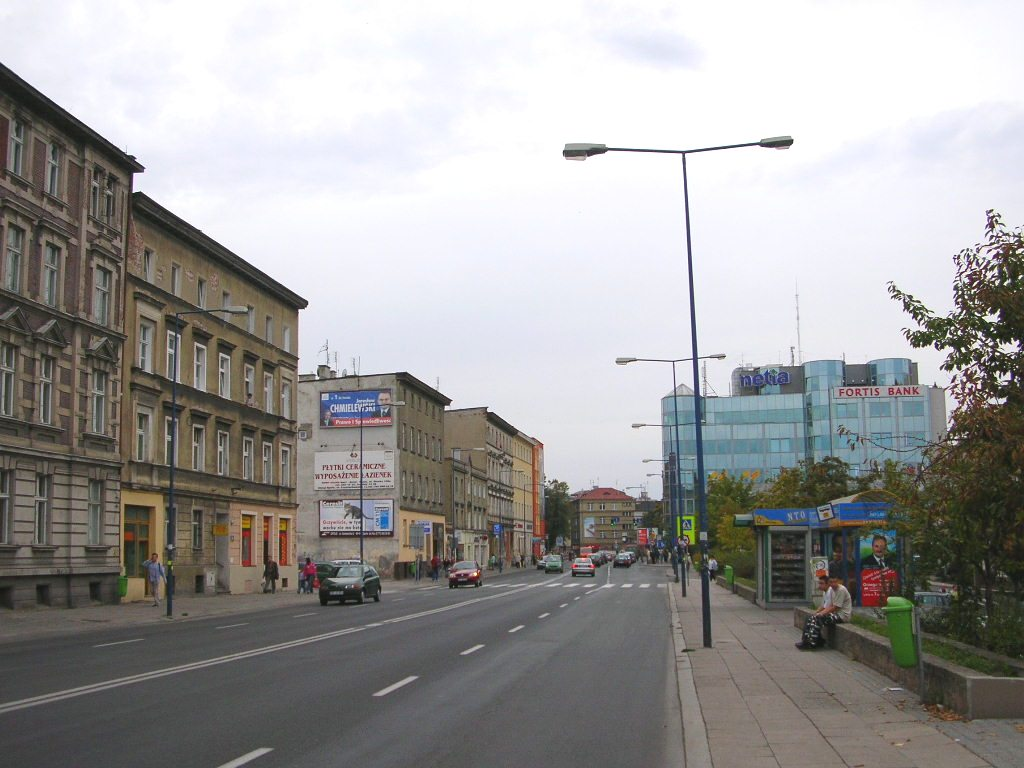
ul. Ozimska

Dzielnica VIII Śródmieście – dzielnica Opola, znajdująca się w centralnej części miasta. Jest największą z dzielnic pod względem liczby ludności (17 058 osób). Zajmuje 2,8 km² powierzchni.